# Costin Automobile
Costin Automobile (chiń. upr. 奇鲁汽车) – dawny chiński producent elektrycznych mikrosamochodów z siedzibą w Jinan działający w latach 2020–2022. Należał do władz prowincji Szantung.

## Historia
We wrześniu 2020 roku chiński potentat branży motoryzacyjnej, koncern Chery Automobile nawiązał współpracę z władzami chińskiej prowincji Szantung, tworząc spółkę typu joint venture o nazwie Costin Automobile. Za cel obrano budowę w tym regionie fabryki tanich, niewielkich samochodów elektrycznych, których opracowaniem oraz produkcją miał docelowo zająć się departament Chery ds. pojazdów napędzanych prądem, Chery New Energy.
W lipcu 2021 roku przedstawiono pierwsze informacje na temat wyniku współpracy w ramach Costin Automobile, którym został niewielki hatchback o nazwie Costin EC1. W sierpniu 2021 zarejestrowano logo Costina, a także uzyskano wszelkie potrzebne zezwolenia chińskich władz na uruchomienie produkcji. Ta rozpoczęła się finalnie w tym samym miesiącu w nowo wybudowanych zakładach produkcyjnych na terenie prowincji Szantung, zapowiadając zbieranie pierwszych zamówień na przełomie sierpnia i września. Plany te nie zostały ostatecznie zrealizowane, napotykając początkowe opóźnienia z powodu kłopotów z łańcuchem dostaw, a później spotykając się z zarzuceniem m.in. po wycofaniu się Chery z przedsięwzięcia. Firma pozostała po 2022 roku w zamrożeniu. W listopadzie 2022 inna firma z prowincji Szantung, Sinogold, próbowała wdrożyć do produkcji EC1 pod własną marką jako Sinogold A00, jednak i to nie doczekało się realizacji.

## Modele samochodów

### Historyczne
- EC1 (2021)